# Венец (гостиница)
Венец — гостиничный комплекс в городе Ульяновске. Гостиница «Венец» — архитектурный символ города. В 1970-е годы была самой высокой гостиницей в СССР.

## Расположение
Расположен в историческом центре города, на пересечении улиц Спасской и Дмитрия Ульянова, вблизи здания бывшего Симбирского уездного земства (ныне Дом офицеров), напротив бассейна Морское дно, Ленинского мемориала и площади Ленина.

## История
Гостиничный комплекс строился с 1967 по 1970 год. За проектирование и строительство гостиницы архитектору Борису Баныкину, инженеру Алексею Карагину, инженерам-строителям Геннадию Анфицерову и Борису Старикову была присуждена Государственная премия РСФСР в области архитектуры.
В 2022 году была достигнута договоренность, что гостиницу возьмёт в аренду федеральная сеть Azimut Hotels. В 2023 году гостиницу Венец закрыли на капитальный ремонт.

## Достижения
- В 2008 году комплекс получил диплом Национальной туристской премии имени Ю. Сенкевича и стал одним из лучших в номинации «Лучшая гостиница в категории 2—3 звезды».
- гостиница становилась лауреатом других конкурсов — «100 лучших товаров России», «Лучший сайт отеля», «Лучшие отели России», «Лучшие гостиницы РФ», «100 лучших гостиниц ПФО», а также она стала дипломантом конкурса «Лучший отель России — 2011»[6][7].
- В 2015 году гостиница «Венец» получила сертификат соответствия программе China Friendly[7].

## Гостиница в фильмах
- В 1970 году, ульяновский кинооператор и фотограф, член Союза журналистов России Борис Тельнов, снял документальный фильм «Ульяновск вчера, сегодня, завтра»[8].
- В 2017 году режиссёром Кириллом Глущенко был снят документальный фильм, посвященный гостинице «Венец»[9][10].
- В 2020 году на канале «НТВ» (в декабре 2022 г. и в феврале 2024 г. повторили) шёл показ т/с «Пять минут тишины. Новые горизонты», эпизоды которого снимались в Ульяновске и его окрестностях, в том числе, в 10-й серии съёмки проходили на гостинице «Венец»[11].

## Фотографии

Дом офицеров и гостиница "Венец".
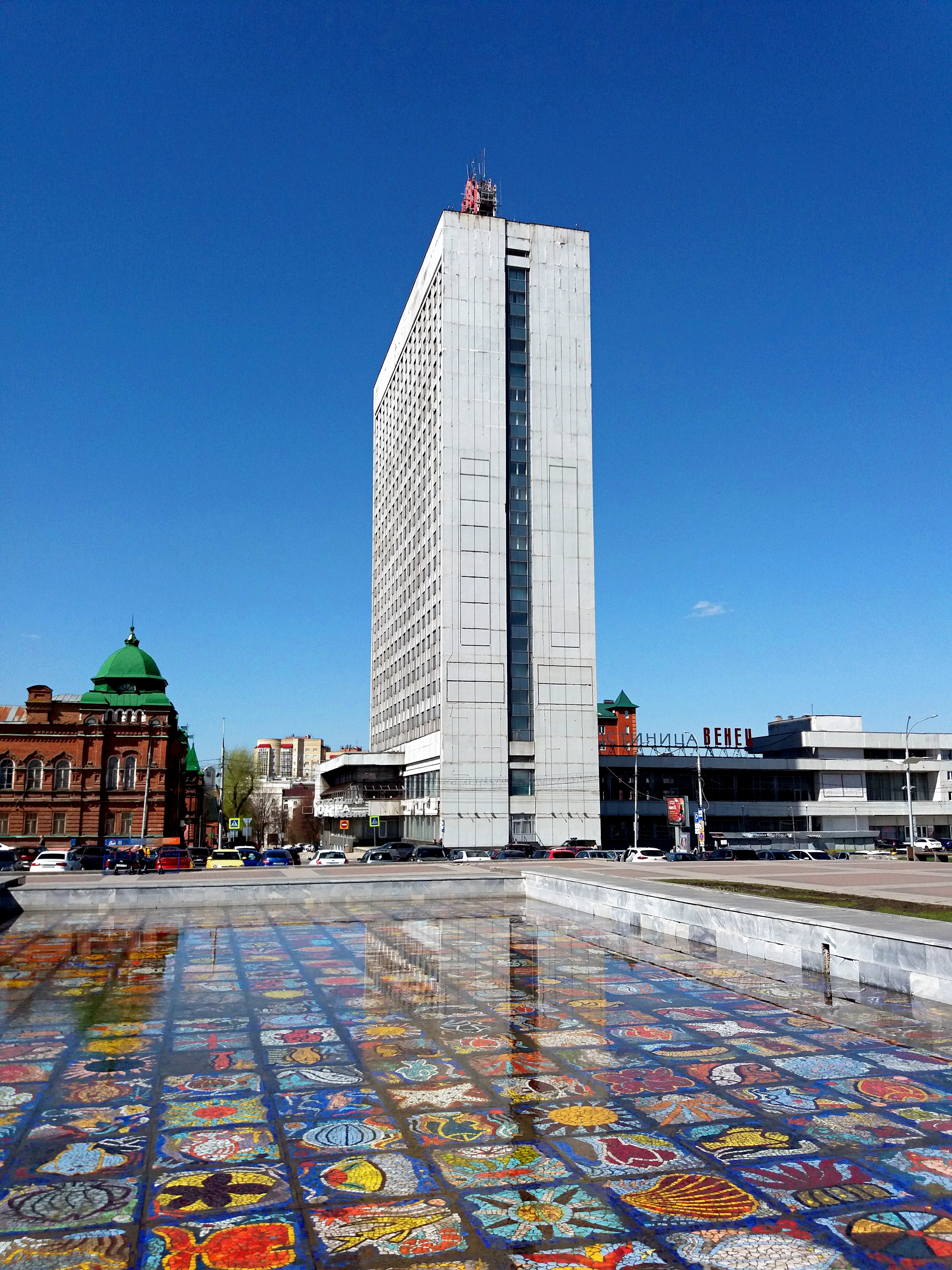
Гостиница «Венец» и и бассейн-мозаика «Морское дно».
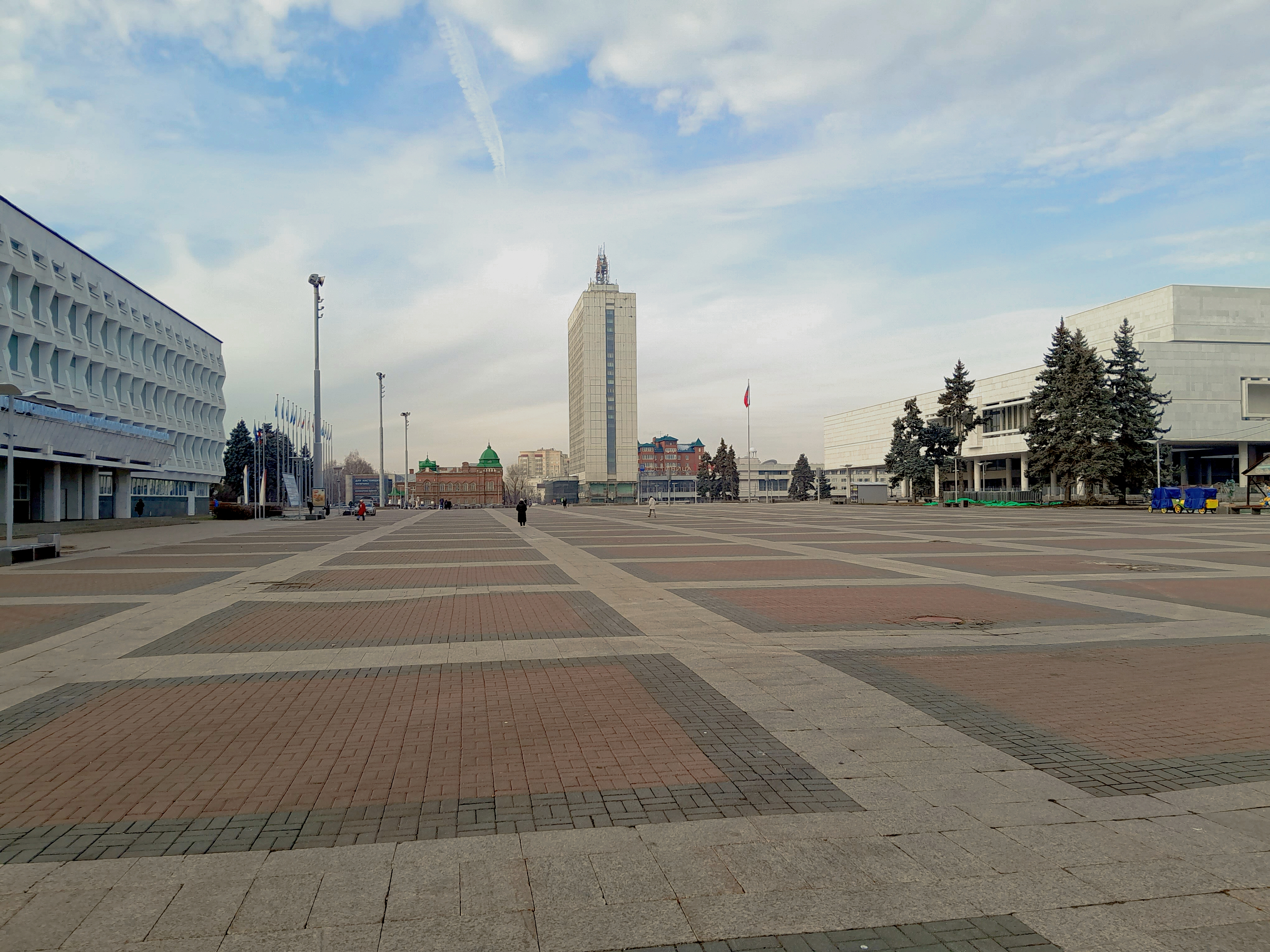
Площадь Ленина и гостиница "Венец".
Вид с птичьего полёта.
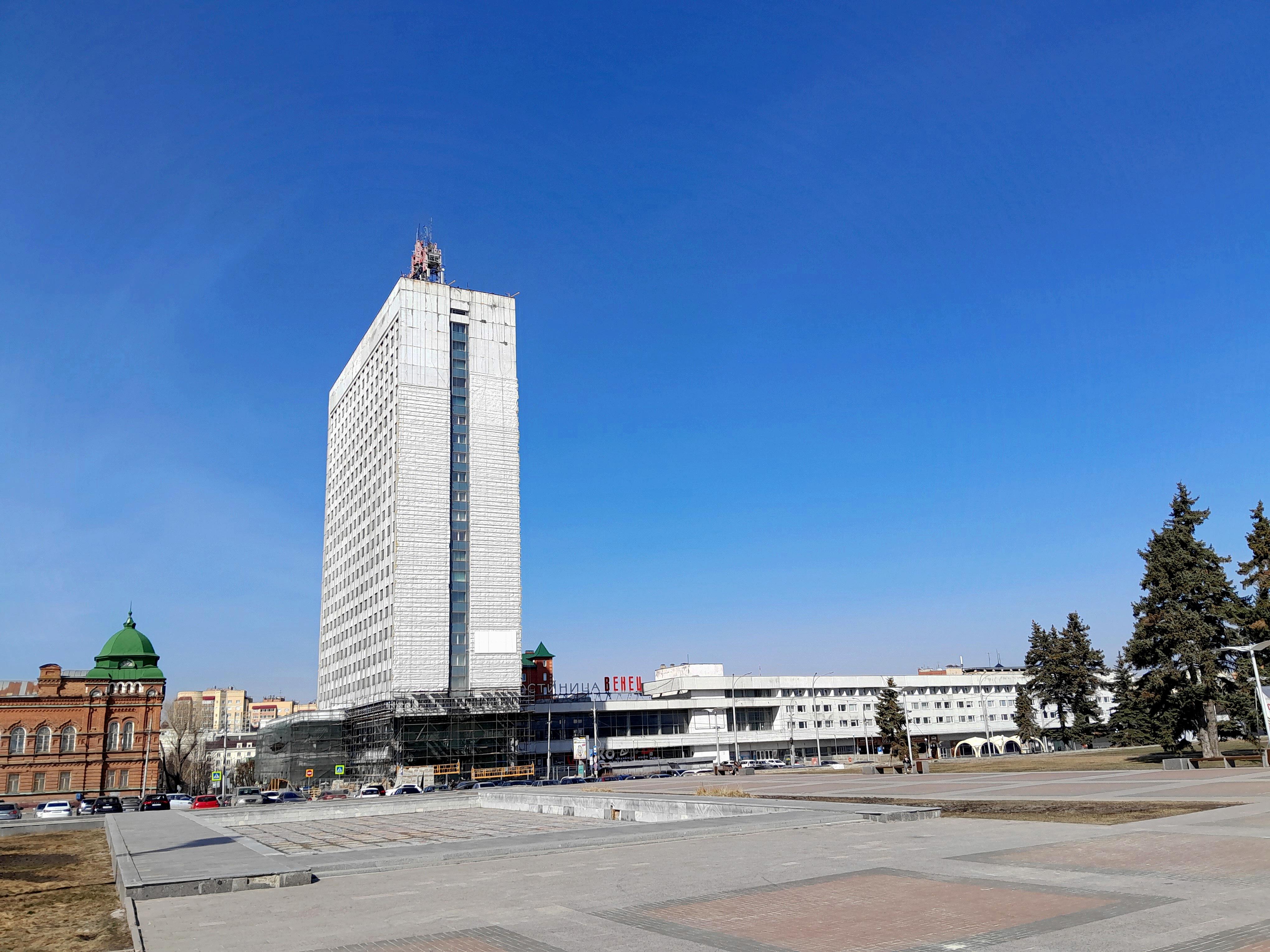
Ремонт гостиницы Венец (2025).

## Гостиница в филателии

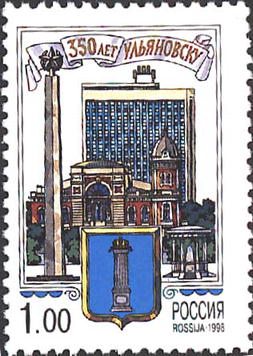
Почтовая марка России, 1998 г. 350 лет Ульяновску. Обелиск «30 лет Победы», Дом-памятник Гончарову и гостиница «Венец».
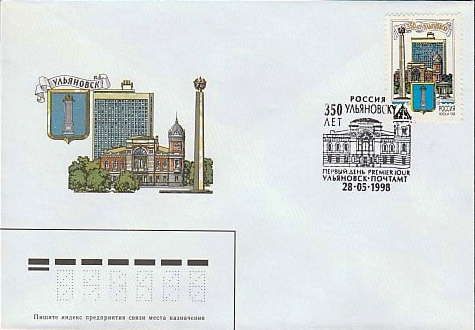
КПД РФ, 1998. 350 лет городу Ульяновск.
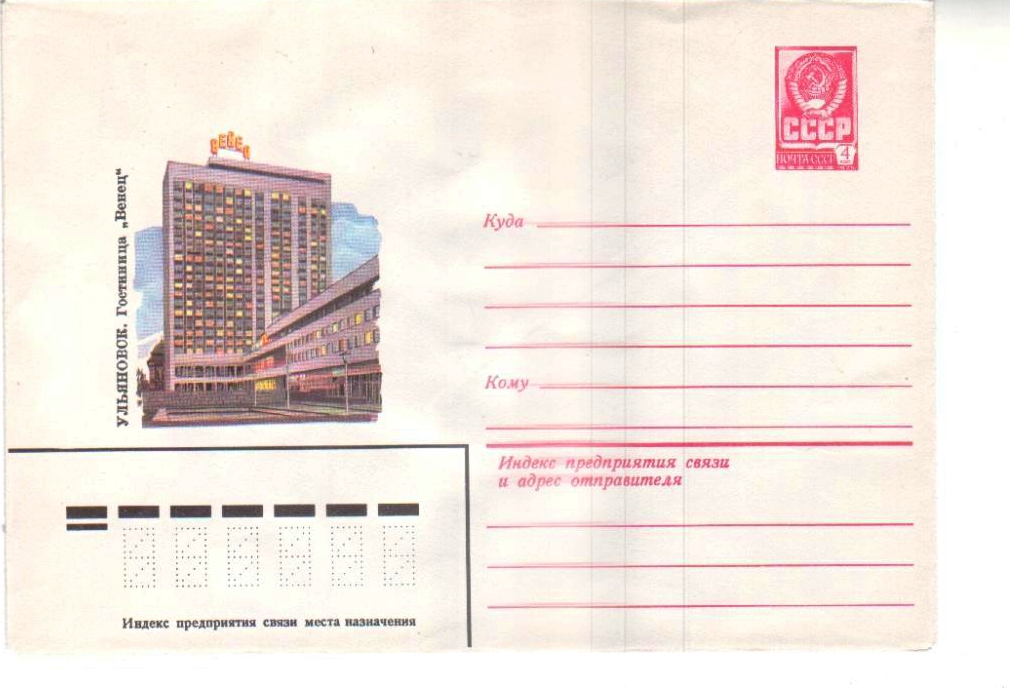
ХМК СССР, 1980. Ульяновск. Гостиница Венец.
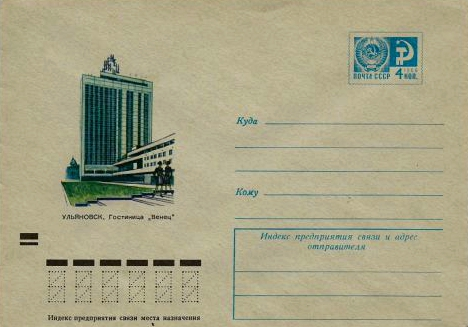
ХМК СССР, 1973. Ульяновск. Гостиница Венец.
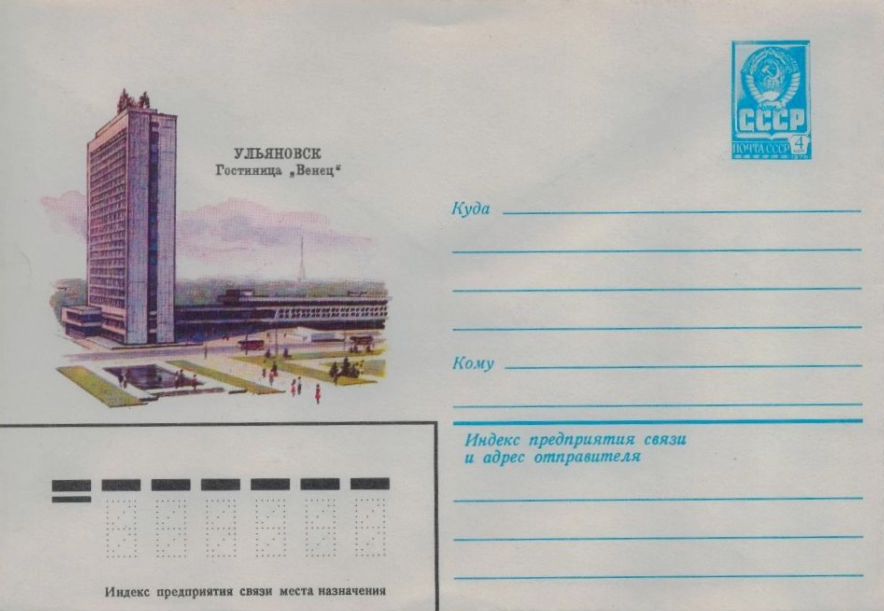
ХМК СССР, 1981. Ульяновск. Гостиница Венец.